# Michele Francesio
Michele Francesio (Borgo d'Ale, 19 novembre 1937 – Milano, 12 novembre 2011) è stato un compositore italiano.

## Biografia
Si diploma in pianoforte al Conservatorio Giuseppe Verdi di Torino, dopodiché si trasferisce a Milano per lavorare alla Ri-Fi come pianista, arrangiatore e compositore: scrive così per molti artisti dell'etichetta, come Iva Zanicchi, i Giganti e Fausto Leali.
Partecipa una prima volta come autore al Festival di Sanremo con L'addio, interpretata da Michele e dalla cantante torinese Lucia Rizzi, e al Festival di Sanremo 1975 con Sola in due, cantata da Leila Selli.
Scrive inoltre alcune colonne sonore di film come Un prete scomodo nel 1975 e Una donna di seconda mano nel 1977.
Negli anni '80 realizza due album con la sezione d'archi dell'Orchestra Sinfonica di Milano.

## Le principali canzoni scritte da Michele Francesio per altri interpreti
| Anno | Titolo                       | Autori del testo                                         | Autori della musica                                                 | Interpreti                |
| ---- | ---------------------------- | -------------------------------------------------------- | ------------------------------------------------------------------- | ------------------------- |
| 1966 | Monete d'oro                 | Luciano Beretta                                          | Michele Francesio                                                   | Iva Zanicchi              |
| 1968 | Per un anno che se ne va     | Goffredo Canarini, Roberto Vecchioni e Andrea Lo Vecchio | Michele Francesio e Paolo Ferrara                                   | Dori Ghezzi e The Play-Co |
| 1968 | Oscurità                     | Antonio Mennillo e Fausto Leali                          | Michele Francesio                                                   | Fausto Leali              |
| 1969 | Arrivano i Giganti           | Goffredo Canarini                                        | Michele Francesio                                                   | I Giganti                 |
| 1969 | Le stagioni del nostro amore | Goffredo Canarini                                        | Michele Francesio                                                   | I Giganti                 |
| 1969 | Il castello di Samuele       | Goffredo Canarini                                        | Michele Francesio                                                   | I Giganti                 |
| 1969 | I problemi                   | Goffredo Canarini                                        | Michele Francesio                                                   | I Giganti                 |
| 1969 | Notturno d'amore             | Goffredo Canarini                                        | Michele Francesio                                                   | I Giganti                 |
| 1969 | Vorrei cambiare il mondo     | Goffredo Canarini                                        | Michele Francesio                                                   | I Giganti                 |
| 1969 | Un momento d'amore           | Goffredo Canarini                                        | Michele Francesio                                                   | I Giganti                 |
| 1969 | La ballata delle streghe     | Strumentale                                              | Michele Francesio                                                   | I Giganti                 |
| 1969 | Terra mia donna mia          | Mameli - Giuditto                                        | Michele Francesio                                                   | Misterbianco (cantante)   |
| 1970 | L'addio                      | Sergio Bardotti                                          | Michele Francesio, Andrea Lo Vecchio, Giorgio Antola e Plinio Maggi | Michele e Lucia Rizzi     |
| 1975 | Sola in due                  | Nicolina Roccabruna                                      | Michele Francesio e Goffredo Canarini                               | Leila Selli               |
| 1980 | Al telefono                  | Paolo Limiti                                             | Michele Francesio e Rocco Schiavone                                 | Giovanna                  |

## Discografia parziale

### 33 giri
- 1980 - Romantic Love (Ri-Fi)
- 1983 - I Love Festivalbar (Ri-Fi)